# ハンス・クリスチャン・ヘグ
ハンス・クリスチャン・ヘグ（Hans Christian Heg、1829年12月21日 – 1863年9月20日）は、ノルウェー系アメリカ人のジャーナリストで、反奴隷制活動家、政治家、兵士。アメリカ南北戦争では北欧人による第15ウィスコンシン義勇連隊を率いたことで有名。 チカマウガの戦いで受けた傷により亡くなった。

## 背景
1829年12月21日にノルウェー、ブスケルー県リールにあるリールビエンのコミュニティのハウゲスタッドで生まれた。宿屋の長男で、その下に3人の兄弟がいた。父ハンセン・ヘグ（1790年〜1850年）は、1840年に家族と共にアメリカへ移住し、ウィスコンシン州のMuskego Settlementに定住した。家族と共にマスケゴに到着したとき、彼は11歳であった。その後、すぐに才能のある少年として名声を得た。 
20歳のとき、サクラメント・バレーでの金の発見に魅了されて、3人の友人たちとともに「フォーティナイナーズ」の軍隊に加わった。その後、2年間をカリフォルニアで金の探鉱探しに費やした。しかし、父の死後1851年にマスケゴ地域に戻った。そして、ノルウェー移民の娘であるGunhild Einongと結婚した。 
後に、奴隷制度を忌み嫌う新興政治家となる。自由土地党の熱烈な党員にもなる。第4ウィスコンシン州民兵の少佐であり、ウィスコンシン州立刑務所長官を務めた。ウィスコンシン州全域において、選出された最初のノルウェー生まれの候補者ともなった。 
新しく結成された共和党には、すぐに参加した。遠慮のない反奴隷制活動家であり、ウィスコンシン州のWide Awakesや逃げた奴隷を捕らえる者たちと敵対する民兵のリーダーであった。この期間には、逃亡した奴隷を救出するために暴徒を扇動した後に連邦政府の指名手配犯となったSherman Boothを匿った。 
1860年、Waupunの州立刑務所の委員に選出され、2年間そこに務めた。刑務所は「放浪者たちを改心させ、失われた人々を救う - reclaim the wandering and save the lost」ために使用されるべきだと信じて、刑務所に対する多くの改革の先頭に立った。 

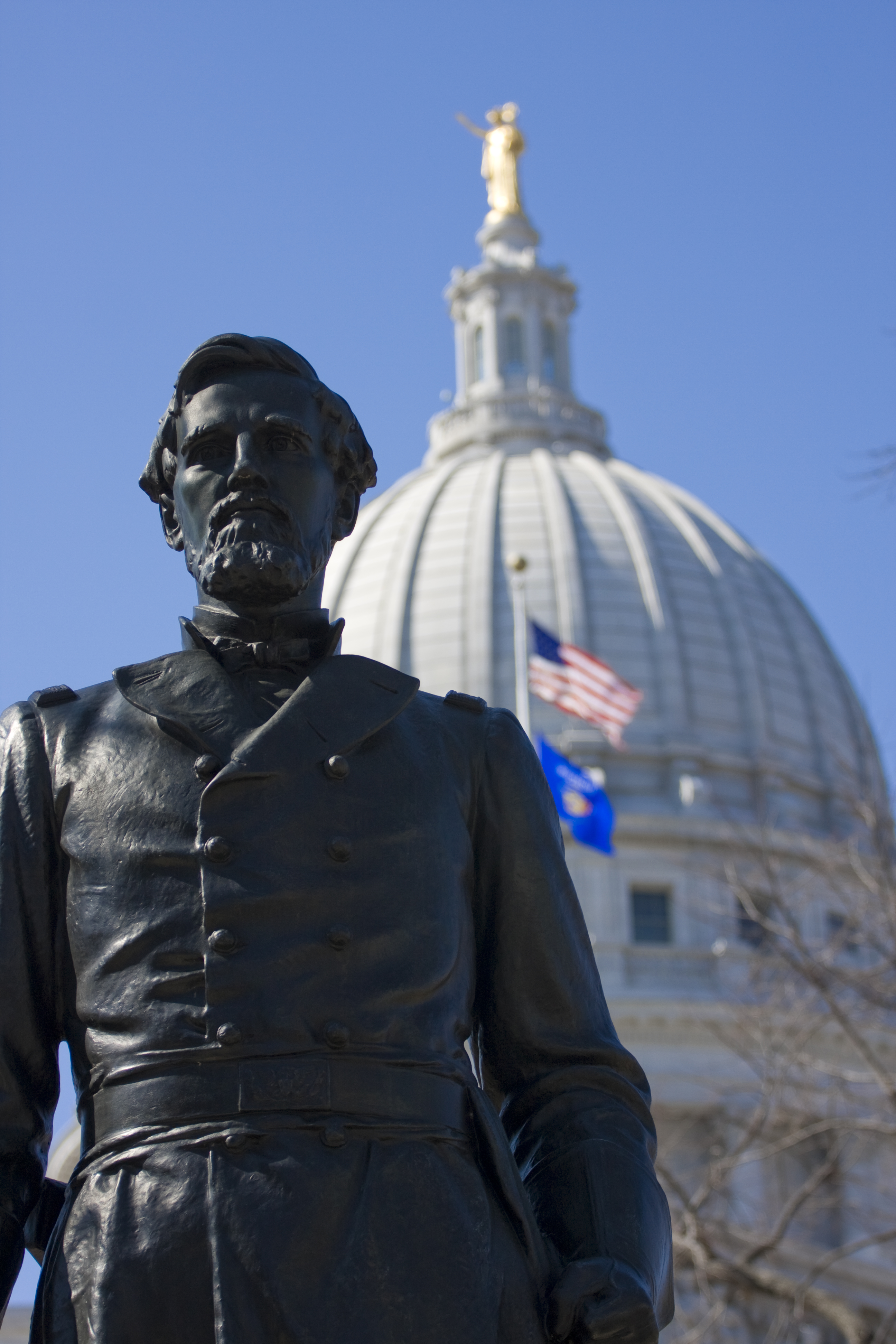
ハンス・クリスチャン・ヘグ大佐の像、 ウィスコンシン州議会議事堂、マディソン

## 兵役
南北戦争の勃発とともに、アレクサンダー・ランドール知事から第15ウィスコンシン義勇連隊の大佐に任命された。若き北欧人たちに向かって「我々を受け入れてくれた国の政府が危機に瀕している。 我々の国、そして我々の家庭を守るために手を差し伸べることは、勇敢で賢い市民としての我々の義務である。」と訴えた。第15ウィスコンシン義勇連隊は、その兵士がほとんどすべてノルウェーからの移民であり、一部はデンマークやスウェーデンからの移民だったため、スカンジナビア連隊とも呼ばれていた。そして、彼らは北軍で唯一の北欧人連隊であった。1862年10月8日、ヘグ大佐は自らの連隊を率い、ペリービルの戦いに参加した。第15ウィスコンシン連隊は、敵によって数マイル後退している間に砲火を浴びせられていたが、犠牲者はほとんどなく、死亡者もいなかった。しかし、馬が倒れた時に負傷したことで、彼は負傷者のひとりとなった。 
ストーンズリバーの戦いのときも、連隊を指揮した。ストーンズリバーでの彼の指揮を評価したウィリアム・ローズクランズ少将は、1863年5月1日、彼に新しく編成されたカンバーランド軍第20軍団第1師団の第3旅団の指揮を任せた。 
1863年9月19日、チカマウガの戦いで第3旅団を率い、致命傷を負った。彼は"腸を撃ち抜かれ、その翌日には亡くなった。彼の死を聞いたローズクランズ少将は、ヘグ大佐を准将に昇進させるつもりだったと述べ、その死を惜しんだ。彼は、南北戦争中に戦死したウィスコンシン州の3人の大佐のうちの1人である。 
ウィスコンシン州のウィンドレイク近くのノルウェールーテル教会墓地に埋葬された。 

## 受け継がれたもの
- Paul Fjeldeによるハンス・クリスチャン・ヘグの像は、1925年にウィスコンシン州マディソンの州議会議事堂へと続くキングストリートに設置されていた。2020年6月23日、ブラック・ライヴズ・マター運動のメンバーが逮捕されたのを受けて、暴徒と化した人々がトレーラーを使って、その像を引き倒した。その後、像は首が切断され、Monona湖に投げ込まれた。台座にあった彼の名前の上から"BLACK IS BEAUTIFUL"という言葉がスプレーで書き込まれていた。Jean Pond Miner CoburnによってデザインされたウィスコンシンのForward像も同日には引き倒された[17][18]。2つの像は、後に当局によって元に戻された[19]。
- ウィスコンシン州ウィンドレイクの町とウィスコンシン州マディソンには、ハンス・クリスチャン・ヘグの像が所在する[20]。しかし後にこの像は、ジョージ・フロイドの死をきっかけにした抗議行動で取り壊された[21]。
- ウィスコンシン州のノルウェーという町にもハンス・クリスチャン・ヘグの像がある[20]。
- これらの像のレプリカが、ノルウェーのリールにあるリールビエンのコミュニティのハウゲスタッドにあるヘグの生家に立っている。ノルウェー系アメリカ人からノルウェーの人々への贈り物で、この像の除幕式は1925年6月25日の夏至祭で行われた[20]。
- ウィスコンシン州のラシーン郡のヘグ記念公園は、彼の功績にちなんで名付けられた[22]。
- ヘグの功績を記憶する記念品を抱えるヘグ記念公園博物館は、ウィスコンシン州ウィンドレイクのヘグパークロードにある[23]。
- 彼の元々の家屋敷は、ヘグ記念公園から少し離れたところにある。
- かつてハンス・クリスチャン・ヘグが所有していた別の家は、ウィスコンシン州ウォーターフォードの公共図書館が現在位置している場所にあった。
- チカマウガ・チャタヌーガ記念軍事公園には、ハンス・クリスチャン・ヘグの記念碑がある[24] [25]。

## 参照
- 南北戦争におけるウィスコンシン州

## 引用
1. ↑  Borgerkrigen i De Forente Stater i Nord-Amerika (by Joh A. Enander. La Crosse, Wisconsin, 1881. The Promise of America)
2. ↑  “Col. Hans Christian Heg”. Wood County Reporter:  p. 2. (1863年10月8日) 2020年6月24日閲覧。
3. ↑  Even Hansen Heg (Dictionary of Wisconsin History)
4. ↑  “Col. Hans Christian Heg”. Wood County Reporter:  p. 2. (1863年10月8日) 2020年6月24日閲覧。
5. ↑  “Col. Hans Christian Heg”. Wood County Reporter:  p. 2. (1863年10月8日) 2020年6月24日閲覧。
6. ↑  “Col. Heg Fell at Chickamauga”. Wisconsin State Journal:  p. 37. (1976年6月26日) 2020年6月25日閲覧。
7. ↑  Williams, Harry (1936年6月7日). “The Civil War Letters of Colonel Hans Christian Heg. Edited by Theodore G. Blegen.”. The Capital Times:  p. 18 2020年6月25日閲覧。
8. ↑  Blegen, Theodrore C., editor. Civil War Letters of Colonel H. C. Heg
9. ↑  Birth Records for the Parish of Lier (Den Norske kirke. Ministerialbok Nummer 10. Fylke: Buskerud. Prestegjeld: Lier/Frogner)
10. ↑  Mike Miller, "A Veteran For All Time. Abolitionist Col. Heg Died At Chickamauga[リンク切れ]" Capital Times, November 11, 1997.
11. ↑  Williams, Harry (1936年6月7日). “The Civil War Letters of Colonel Hans Christian Heg. Edited by Theodore G. Blegen.”. The Capital Times:  p. 18 2020年6月25日閲覧。
12. ↑  Images of America: Waupun. Gunnink, Carla J. and the Waupun Historical Society, 2014.
13. ↑  Historic Heg Memorial Park, Racine County, Wisconsin. 1940
14. ↑  Frank Clement, Wisconsin in the Civil War. The State Historical Society of Wisconsin, 1997.
15. ↑  Colbo, Ella Stratton. The life story of Colonel Hans Christian Heg. Historic Heg Memorial Park, Racine County, Wisconsin, 1975.
16. ↑  "Norwegian soldiers on Civil War battlefields" News of Norway, issue 4, 1999
17. ↑  “Madison protesters tear down Capitol statues, attack state Senator from Milwaukee”. jsonline.com.   Milwaukee Journal Sentinel. 2020年6月24日閲覧。
18. ↑  Beck. “Madison protesters tear down Capitol statues, attack state Senator from Milwaukee”. jsonline.com.   Milwaukee Journal Sentinel. 2020年6月24日閲覧。
19. ↑  “Twitter”. mobile.twitter.com. 2020年6月25日閲覧。
20. 1 2 3  Heg Memorial Park in Racine County, Wisconsin (Statues of Historic Figures)
21. ↑  Andrea. “Madison protesters tear down Capitol statues, attack state Senator from Milwaukee as fury erupts again” (英語). Milwaukee Journal Sentinel. 2020年6月24日閲覧。
22. ↑  Colbo, Ella Stratton. Historic Heg Memorial Park. Racine, Wis.: Racine County Historical Society, 1975.
23. ↑  “The Museum at Heg State Memorial Park”.   library.wisc.edu. 2016年3月25日閲覧。
24. ↑  Hans Christian Heg Battlefield Wanderings, December 5, 2008
25. ↑  Wisconsin's Civil War Memorials, sculptor Paul Fjelde